# Miénteme, prométeme
Miénteme, Prométeme es el segundo álbum de estudio de la banda de rock alternativo Don Tetto. Fue lanzado el 6 de julio de 2010, tras un largo tiempo de promocionar su disco debut y su misma grabación en Bogotá del primer álbum en directo Lo Que No Sabías - Tour (En Vivo Bogotá). 
Fue producido por Jorge 'Pyngwi' Holguín, grabado, mezclado y masterizado entre febrero y mayo de 2010 en Hit Factory Studios en la ciudad de Miami, con grabaciones adicionales en los estudios Cherokee Studio East y Ártico Récords en la ciudad de Bogotá.

## Lista de canciones
| N.º | Título                              | Escritor(es)                        | Duración |  |
| 1.  | «Volveré»                           | Leongomez Pulecio Medina Valderrama | 3:15     |  |
| 2.  | «No Digas Lo Siento»                | Leongomez Pulecio Medina Valderrama | 3:13     |  |
| 3.  | «Niñas Malas»                       | Leongomez Pulecio Medina Valderrama | 3:13     |  |
| 4.  | «Miénteme, Prométeme»               | Leongomez Pulecio Medina Valderrama | 3:41     |  |
| 5.  | «15 Minutos»                        | Leongomez Pulecio Medina Valderrama | 3:03     |  |
| 6.  | «Voy a Ser Quien Dañe Tu Nombre»    | Leongomez Pulecio Medina Valderrama | 3:35     |  |
| 7.  | «Sigamos Caminando»                 | Leongomez Pulecio Medina Valderrama | 3:40     |  |
| 8.  | «Mi Error»                          | Leongomez Pulecio Medina Valderrama | 3:31     |  |
| 9.  | «En Un Día Gris (Piensa En Mi)»     | Leongomez Pulecio Medina Valderrama | 3:41     |  |
| 10. | «Solo Por Ti»                       | Leongomez Pulecio Medina Valderrama | 3:56     |  |
| 11. | «No Tengas Miedo»                   | Leongomez Pulecio Medina Valderrama | 3:31     |  |
| 12. | «La Nueva Generación (Bonus Track)» | Leongomez Pulecio Medina Valderrama | 3:30     |  |

## Personal
Don Tetto:
- Diego Pulecio – Voz principal, guitarra rítmica
- Carlos Leongómez – Guitarra principal, guitarra electro-acústica
- Jaime Valderrama – Bajo, voz secundaria
- Jaime Medina – Baterías y percusión

Personal Adicional:
- Jorge Holguín, "Pyngwi" – producción, grabación, guitarra electro-acústica
- Fabio Acosta – producción ejecutiva
- Andrés Saavedra – mezcla
- Tom Baker – masterización
- Mike Couzzi – ingeniero de grabación (Hit Factory)
- Dave Poler – asistente de grabación (Hit Factory)
- Rudy Bethancourt – ingeniero de grabación (Cherokee Studio East)
- Danny Rivera – asistente de grabación (Cherokee Studio East)
- Andrés Loté – asistente de grabación y edición (Ártico Records)
- David Zuluaga – asistente de edición de voces (Ártico Records)
- Santiago Carvajal "Fainal" – piano en "Sigamos Caminando"
- Gustavo Forero – drum doctor, batería en "Solo Por Ti"
- Andrés Hernández – dirección de arte, fotografía